# Xerox Sigma 9

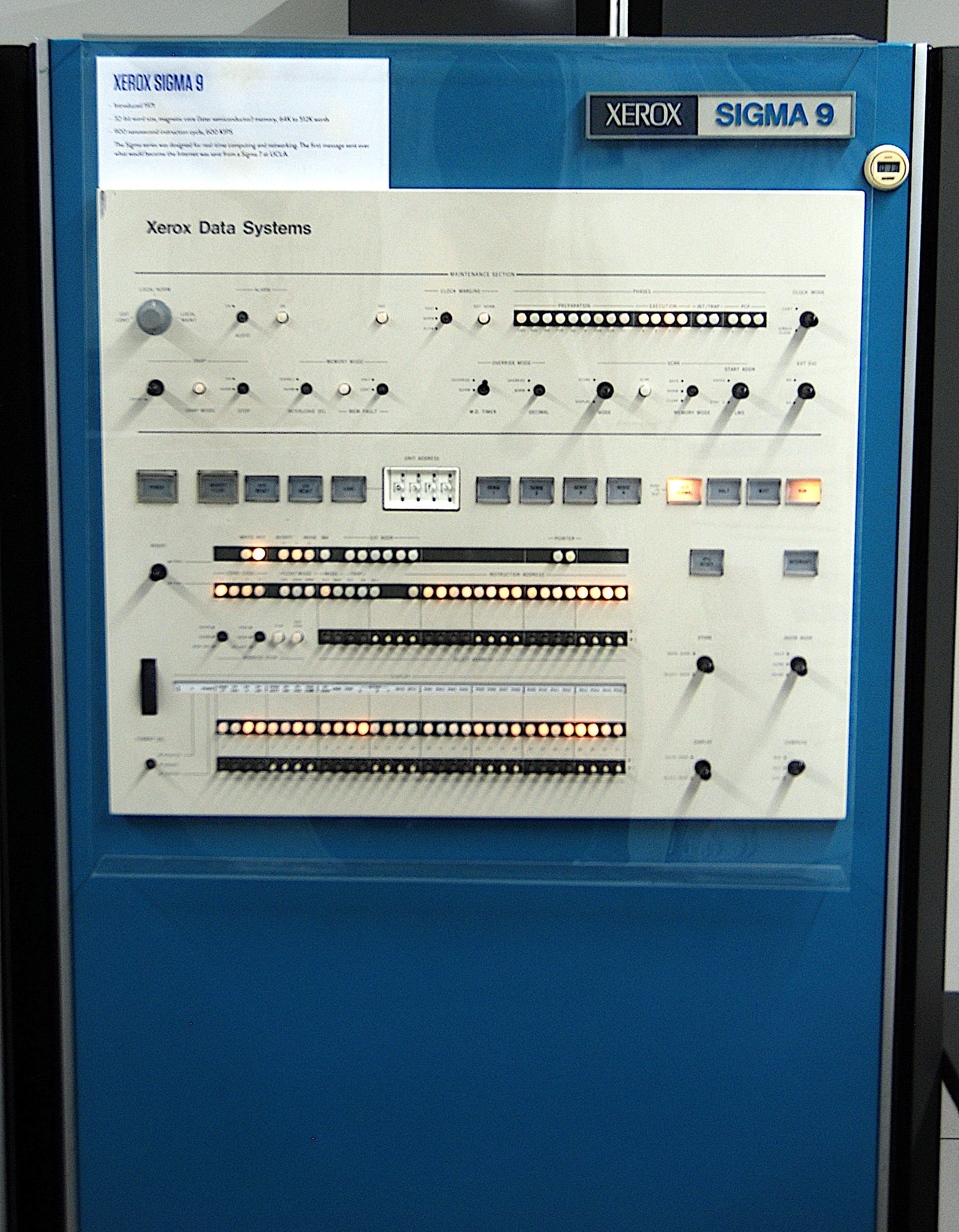
Передня частина Xerox Sigma 9. Виставлений у Музеї живих комп'ютерів у Сіетлі, штат Вашингтон.

Xerox Sigma 9, який також зветься XDS Sigma 9, є комп'ютером загального призначення з високою швидкістю обробки даних.
Xerox вперше зацікавився автоматизацією офісу через комп'ютери у 1969 році та придбав Scientific Data Systems або SDS. Потім вони перейменували підрозділ Xerox Data Systems або XDS; вони досягли обмеженого успіху, і зрештою підрозділ було продано Honeywell суттєвим збитком.
Sigma 9 була представлена публіці в 1970 році, а перше її постачання відбулося в 1971 році. Було створено три моделі: Sigma 9, Sigma 9 Model 2 і Sigma 9 Model 3. Оригінальна модель мала найбільшу потужність і була універсальною для всіх додатків обробки даних того періоду. Модель 2 здатна працювати у багатопрограмному пакетному режимі, віддаленому пакетному режимі, режимі діалогового поділу часу, режимі реального часу та режимі обробки транзакцій. Модель 3 була розроблена спеціально для наукового співтовариства, що працює в режимі реального часу.

## Особливості базових систем
Всі моделі обладнані ЦП, що включає щонайменше модуль арифметичних операцій з плаваючою комою, карту пам'яті із захистом доступу, захист від запису в пам'ять, дві години реального часу, стійкість до відмови від живлення і зовнішній інтерфейс. Вони також мають десять внутрішніх рівнів переривань та мультиплексорний процесор введення-виведення (MIOP) з каналом А, що містить вісім підканалів.
Нижче наведено індивідуальні характеристики.

### Sigma 9
- Особливості процесора:
  - Десяткова арифметична одиниця
  - Два 16-реєстрові блоки регістрів загального призначення.
  - Шасі управління перериваннями з двома зовнішніми рівнями переривань
  - Блок керування реконфігурацією пам'яті
- Основна пам'ять 64 тис. слів
- Мотор-генераторна установка

### Модель 2
- Особливості процесора:
  - Десяткова арифметична одиниця
  - Два 16-реєстрові блоки регістрів загального призначення.
  - Шасі управління перериваннями з двома зовнішніми рівнями переривань
- Основна пам'ять 32 тис. слів

### Модель 3
- Особливості процесора:
  - Один 16-регистровый блок регістрів загального призначення.
  - Шасі управління перериваннями з двома зовнішніми рівнями переривань
- Основна пам'ять 32 тис. слів

## Цікаві факти
- Sigma 9 проіснувала дуже довго, близько 10 років, і приблизно в 1980 інші компанії почали створювати комп'ютери, які могли імітувати Sigma 9. Telefile був першим, а Modutest трохи відставав.[4]
- Motorola об'єднала Sigma 9 з IBM 370/168, щоб покращити функціональність та уникнути дублюючих витрат на обладнання.[5]
- У 1976 році Центральне управління обробки даних штату Міссісіпі опублікувало кілька запитів на пропозиції щодо оренди або купівлі Sigma 9 для допомоги у повсякденних офісних завданнях.[6]
- У лютому 1975 року першу Sigma 9 було підключено до Інтернету в Центрі комп'ютерних онлайн-бібліотек (OCLC). У жовтні 1976 року 3-я Сігма 9 була запущена в експлуатацію, і в базу даних було додано 2 мільйони записів. Так тривало до 1986 року, коли було підключено п'ятнадцяту Сігму 9 і базу даних містила 15 мільйонів бібліографічних записів.[7]
- Xerox Sigma 9 дуже добре працював із бібліотечними базами даних та використовувався у багатьох університетських бібліотеках по всій країні.[8]